# アイルトン・デ・オリベイラ・モデスト
アイルトンこと、アイルトン・デ・オリベイラ・モデスト（Aílton de Oliveira Modesto、1980年2月27日 - ）はブラジル出身の元プロサッカー選手。

## 来歴
1993年からサントスFCに所属し、1998年にプロ契約。
2001年7月に期限付き移籍で川崎フロンターレに加入し、シーズン終了までプレー。通算成績は10試合2得点。

## 所属クラブ
- 1999年  サントスFC
- 1999年 - 2002年  ポルティモネンセSC
  - 2001年  川崎フロンターレ（期限付き移籍）
- 2002年 - 2004年  CAジュベントス
- 2004年 - 2005年  ポルティモネンセSC
- 2005年 - 2006年  パナチャイキFC
- 2006年  アポロン・カラマリアスFC
- 2006年 - 2007年  PASヤニナFC
- 2007年 - 2008年  ロンドリーナEC
- 2008年  CRアトレティコ・カタラーノ
- 2008年  ウニオンEC
- 2008年  サンタ・エレナEC
- 2008年  ASA
- 2009年  ディバ・アル・ヒスンSC
- 2009年  ミストEC
- 2009年  ブルスキFC
- 2010年  モリニョスFC
- 2010年  シノプFC
- 2011年  オペラリオ-MS
- 2011年  CRアトレティコ・カンポヴェルデンセ
- 2012年  SEヴィラ・アウロラ
- 2012年  バカバウEC
- 2012年  フェルナンドポリスFC
- 2013年  AEチラデンテス
- 2014年  SEウニオン・カコアレンセ
- 2014年  AAヴォトゥポランゲンセ

## 個人成績
| 国内大会個人成績 | 国内大会個人成績 | 国内大会個人成績 | 国内大会個人成績 | 国内大会個人成績 | 国内大会個人成績 | 国内大会個人成績 | 国内大会個人成績 | 国内大会個人成績 | 国内大会個人成績 | 国内大会個人成績 | 国内大会個人成績 |
| 年度             | クラブ           | 背番号           | リーグ           | リーグ戦         | リーグ戦         | リーグ杯         | リーグ杯         | オープン杯       | オープン杯       | 期間通算         | 期間通算         |
| 年度             | クラブ           | 背番号           | リーグ           | 出場             | 得点             | 出場             | 得点             | 出場             | 得点             | 出場             | 得点             |
| 日本             | 日本             | 日本             | 日本             | リーグ戦         | リーグ戦         | リーグ杯         | リーグ杯         | 天皇杯           | 天皇杯           | 期間通算         | 期間通算         |
| ---------------- | ---------------- | ---------------- | ---------------- | ---------------- | ---------------- | ---------------- | ---------------- | ---------------- | ---------------- | ---------------- | ---------------- |
| 2001             | 川崎             | 10               | J2               | 10               | 2                | 1                | 0                |                  |                  |                  |                  |
| 通算             | 日本             | 日本             | J2               | 10               | 2                | 1                | 0                |                  |                  |                  |                  |
| 総通算           | 総通算           | 総通算           | 総通算           | 10               | 2                | 1                | 0                |                  |                  |                  |                  |